# Louis Godefroy
Pour les articles homonymes, voir Godefroy et Auriac.
Louis Godefroy, alias Marcel, Robert, Auriac, Rivière, né le 4 septembre 1911 à Barbaste (Lot-et-Garonne) et mort le 6 avril 1987 à Saint-Jean-de-Fos (Hérault), est un militant communiste, connu pour ses faits de Résistance durant la Seconde Guerre mondiale.
Membre des Francs-tireurs et partisans français (FTPF), il commande l’interrégion G. Puis membre des Forces françaises de l'intérieur (FFI), il embrasse la carrière militaire en 1944 et est notamment commandant d'un régiment de la 1re Armée qui participe à la libération de l’Alsace. Il est nommé compagnon de la Libération par décret du 17 novembre 1945.

## Biographie
Louis Godefroy naît le 4 septembre 1911 dans la commune de Barbaste (Lot-et-Garonne). Son père exerce la profession de mécanicien et sa mère travaille dans une fabrique de bouchon. À l’issue de ses études secondaires, il embrasse la profession de plombier-zingueur, puis, à la veille de ses 20 ans, en août 1931, il s’engage au 14e régiment d'infanterie, basé à Toulouse. Il y sert pendant 18 mois, avant de reprendre son activité d’ouvrier du bâtiment.
Il adhère alors au Parti communiste, et exerce des responsabilités dans le Lot-et-Garonne et en Ariège. En 1936, lors de la guerre civile espagnole, il s’engage dans les Brigades internationales et prend part, à la tête d’une compagnie, à la Bataille de l'Èbre.
Il est mobilisé dès septembre 1939 et promu caporal-chef en avril 1940. Fait prisonnier le 24 juin 1940, il est interné à Metz. Il s’évade le 7 septembre 1940, lors de son transfert en Allemagne.

### Entrée dans la Résistance
Louis Godefroy entre dans la Résistance à la suite de son évasion du 7 septembre 1940, sous le pseudonyme Marcel. Il fait partie, dès 1941, des Français libres, c'est-à-dire des tout premiers résistants qui rallient le général de Gaulle à la suite de son appel du 18 juin.
Particulièrement actif, se consacrant à des actions de propagande et à l’organisation de groupements d’action directe, il devient l’un des dirigeants de l’Organisation spéciale (OS), structure clandestine du Parti communiste français, en zone Sud.
Arrêté à Narbonne, le 21 juillet 1941 par la police de Vichy, il est condamné à quinze ans de travaux forcés par la cour spéciale de Montpellier.
Emprisonné à Saint-Étienne, il s’évade en septembre 1943, avec trente et un autres résistants, responsables syndicaux et militants communistes.
Rejoignant alors la Résistance dans la Loire, il prend la tête d’un groupe comme sous-lieutenant, groupe qui harcèle sans cesse l’ennemi.

### Activités au sein des FTP
Louis Godefroy intègre la branche armée de la Résistance communiste, les FTPF, mise en place par Charles Tillon et résultant de la fusion de l'OS (Organisation spéciale), des Bataillons de la jeunesse (organisations de combat des Jeunesses communistes) et de la MOI (Main-d’œuvre immigrée).
Il est nommé lieutenant par l'état-major des FTPF en novembre 1943 et assure les responsabilités de « commissaire aux opérations » de l’interrégion G, circonscription qui comprend les départements de l’Ardèche, de la Dordogne, du Gard et du Vaucluse.
Commandant toutes les actions militaires de cette interrégion, il exécute ou fait exécuter de multiples sabotages, ou attaques, dont celle d’un train de permissionnaires allemands à Portes-lès-Valence le 10 décembre 1943, à Montélimar et aux environs de Nîmes, qui coûtent à l'ennemi plus de 300 hommes et la perte d'un matériel ferroviaire important.
En février 1944, nommé capitaine FTPF en février 1944, Louis Godefroy occupe le poste de chef technique de l'importante interrégion du Centre (Indre, Creuse, Haute-Vienne, Dordogne, Corrèze, Lot et territoires de l'ex-zone non occupée de la Vienne, de la Charente et de la Gironde).
Il y organise les parachutages, met en route des fabrications d'armes, de munitions et d'explosifs qui permettent de ravitailler les groupes d'action directe. Il organise en outre le renseignement, les transports, et le service sanitaire de son interrégion.
Le 1er bataillon FTPF, de Dordogne, est constitué. Au cours d'une réunion près de Milhac, Roger Ranoux, dit Hercule, en prend le commandement. En mai 1944, lors de deux réunions avec Louis Godefroy, le département est divisé en trois sous secteurs : 
- Le A avec Roger Ranoux, Pierre Michaud dit Normand, Pierre Lanxade, qui sera remplacé à la mort de ce dernier en 1944 ;
- Le B avec Waldeck, Louis Parouty ;
- Le C avec Pierre Legendre dit Henri, Roger Faure, dit Jim.

L'organisation est attribuée à Édouard Valéry, dit Lecoeur, Marcel Serre, dit Bernard, et Jean Garraud, dit Benjamin.
Le 1er avril 1944, Louis Godefroy est promu commandant et délégué militaire de son état-major. Il commande alors les opérations dans l'interrégion du Centre où il était précédemment chef technique.
Il participe à la mise sur pied de plans d'ensemble organisant des opérations sur Thiviers et Sarlande, en Dordogne; sur Vigeois et Donzenac en Corrèze; sur Châlus, en Haute-Vienne et à Aubusson dans la Creuse.
Début mai 1944, Louis Godefroy, informe Édouard Valéry qu'il est muté en Dordogne, pour prendre un poste identique à celui en Corrèze ; il sera commissaire aux opérations régional des FTPF.
La réalisation de ses plans d'opérations coûte à l'ennemi plus de 1500 tués ou blessés, la perte d'un matériel important (armes, camions, auto-blindées, etc.) et désorganise tous les transports ennemis (233 coupures de voie ferrée, 5 ouvrages d'art sur voie ferrée, 15 ponts sur route), de nombreux pylônes électriques (barrage de Marège de Bar), une usine électrique (La Tuilhère, en Dordogne) et de nombreux wagons et locomotives, ainsi qu'une grue sur voie. Sous sa direction, les FTPF mènent des opérations à Eymoutiers (Haute-Vienne), Egletons et Tulle (Corrèze), qu’il commande personnellement.
Du 8 au 12 juin, il organise dans le Lot et la Corrèze, le harcèlement par les FTPF de la division SS Das Reich qui, attaquée également par d’autres unités FFI, subit un retard de plusieurs jours dans sa marche. Le nom division SS « Das Reich » reste indissolublement lié aux massacres commis en juin 1944 à Tulle, à Combeauvert, à Argenton-sur-Creuse et à Oradour-sur-Glane.
Après la bataille de Tulle, il donne l'ordre de fusiller 47 prisonniers allemands et une femme française accusée de collaboration. Les exécutions ont lieu à Meymac le 12 juin 1944. Louis Godefroy assume la responsabilité de l’ordre d’exécution dans un témoignage rédigé après la guerre et conservé aux archives de Tulle : « C’était outre une charge énorme un réel danger pour la sécurité de nos éléments d’avoir à garder des prisonniers alors que l’ennemi sillonnait la région. La situation […] exigeait leur disparition immédiate ». Il ajoute que les prisonniers connaissaient désormais les déplacements et les caches des maquisards, ce qui justifiait à ses yeux « de prendre la seule décision possible : les passer par les armes ».

### Activités au sein des FFI

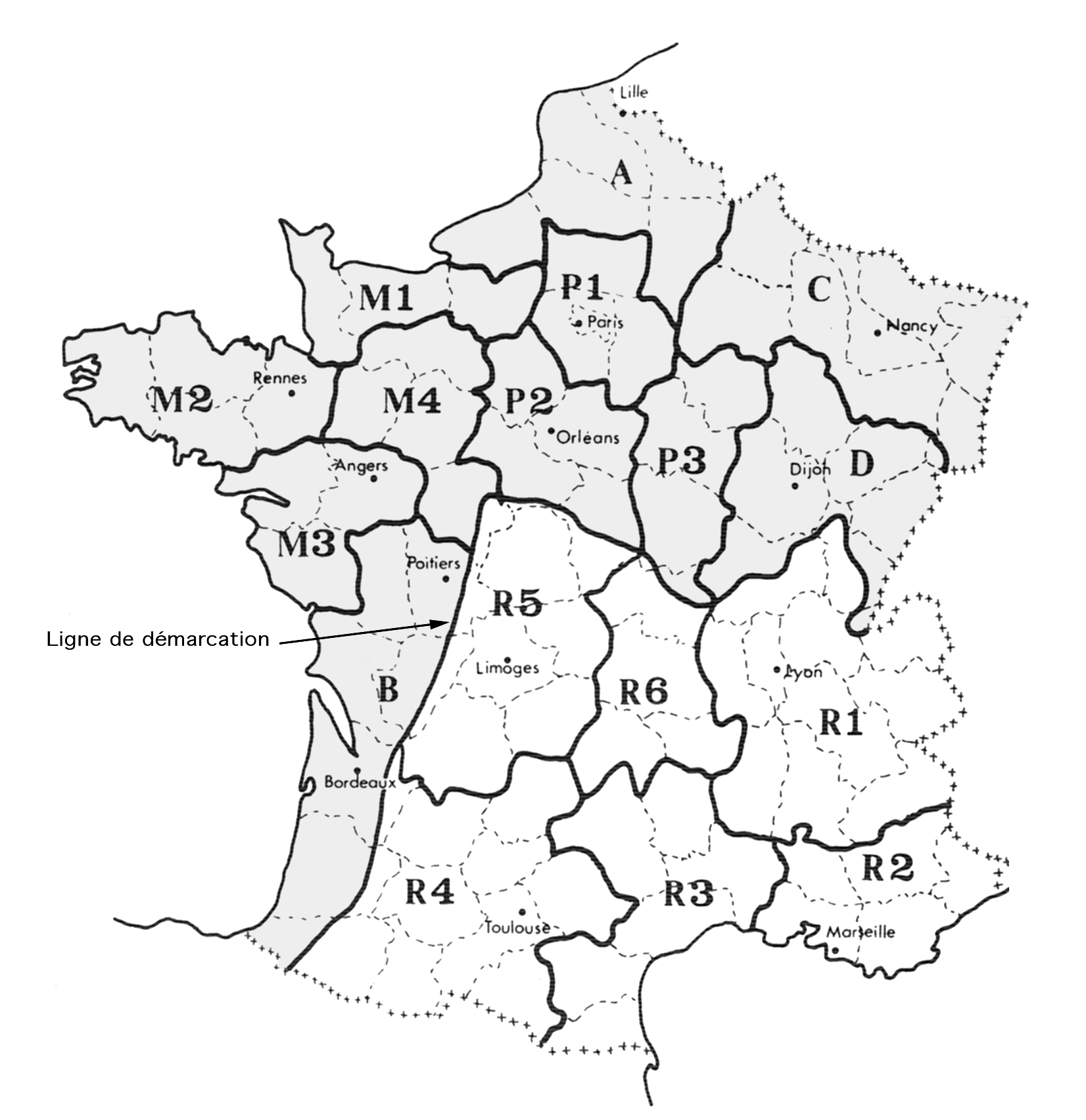
Circonscriptions régionales mises en place par les FFI. Louis Godefroy est adjoint au commandant de la Région 5, dont le siège est Limoges

Les Forces françaises de l'intérieur (FFI) sont créées, théoriquement, fin décembre 1943 sous l’autorité politique du Général de Gaulle avec pour objectif d’unifier, de donner un cadre légal et de structurer de manière hiérarchique les multiples, diverses et éparses forces de Résistance intérieure.
Les FFI regroupent notamment l'Armée secrète (AS) (qui regroupe, elle-même, les réseaux Combat, Libération-Sud, Franc-Tireur), l'Organisation de résistance de l'armée (ORA) et les Francs-tireurs et partisans (FTP), dont fait partie Louis Godefroy. Elles sont placées, en mars 1944 sous le commandement du général Kœnig et l'autorité politique du GPRF, dirigé par le général de Gaulle.
Louis Godefroy, alias Rivière, est alors délégué interdépartemental des FTP, dont le siège de l’état-major est situé en Haute-Vienne à Châlus.
Le 11 juin 1944, Louis Godefroy, responsable régional des FTP, devient membre de l’état-major des FFI de la Région R 5 (Limoges), dont le délégué militaire régional (DMR) est Eugène Déchelette.
Sous les ordres du commandant régional, le colonel Rousselier, Louis Godefroy est promu lieutenant-colonel le 7 juillet 1944, puis colonel, le 22 août 1944, après avoir été responsable de la Corrèze, département où il est remplacé par Roger Lecherbonnier (alias Antoine) , tandis que Georges Guingouin, le « préfet du marquis », est chargé de la Haute-Vienne et Albert Fossey (alias François) de la Creuse et du Cher zone sud (R5/D2), zone dont il était chef départemental des FFI depuis mai 1944.
Adjoint au commandant de la 12e Région militaire (Limoges), organisant et commandant les troupes de la 12e RM, Godefroy est chargé des opérations sur le nord-ouest, nord et nord-est. Dans l'Indre, il harcèle encore l'ennemi et l'oblige à se rendre. Dans la 12e RM, il met sur pied des unités dans des conditions matérielles extrêmement dures, alimentant ainsi la 1re Armée française et le Front de l'Atlantique.

### Carrière militaire
À la mi-janvier 1945, le colonel Godefroy rejoint la 1re armée, qui est placée sous le commandement du général de Lattre de Tassigny.
Le colonel Godefroy dirige le 126e régiment d'infanterie de ligne, succédant au commandant Passemard qui a reconstitué ce régiment en 1944 à Brive, essentiellement à partir de maquis de  Corrèze et de Dordogne, regroupés autour de son drapeau préservé de l’occupant.
D'abord mis à la disposition de la 2e brigade de la 1re division française libre, le régiment commandé par Louis Godefroy participe à la libération de l’Alsace, renforce la 2e brigade à l’occasion de la défense de Strasbourg, et de la surveillance de la rive gauche du Rhin. Puis mis à disposition de la 2e division d'infanterie marocaine, ce régiment participe avec la 9e Division d'Infanterie Coloniale à la campagne en Allemagne, combat à Karlsruhe, Ruppur et Rastadt avec le 23e R.I.C et le 6e R.I.C.

### Activités d’après-guerre
Après la dissolution, le 1er avril 1946 à l’issue de neuf mois d’occupation en Allemagne, du 126e régiment d’infanterie dont il était le chef de corps, Louis Godefroy quitte l’armée.
Il travaille alors au secrétariat national de l’association nationale des anciens combattants de la Résistance.
Puis, de 1960 à 1967, Louis Godefroy œuvre dans l’édition.
Quelques mois avant son décès, en présence du commandant Passemard, son prédécesseur à la tête du régiment, il est reçu en salle d'honneur du 126e RI. Avant remettre un don, il précise des faits historiques suivants :
- Il cite son altercation avec le général de Lattre de Tassigny qui dans ses ordres voulait faire franchir le Rhin au 126e RI sans préparation d'artillerie. Celle-ci obtenue de haute lutte, la mission fut brillamment exécutée ;
- Il témoigne aussi du fait que le général ne lui en tint pas rigueur. En effet, pour marquer son estime à propos du 126e RI, il passa avec celui-ci sa dernière journée à la tête de la 1re armée.

À cette occasion il offre au régiment son fanion dédicacé.
Il décède le 6 avril 1987 à Saint-Jean-de-Fos, où il est repose dans le caveau familial.

## Alias et patronymes
Lorsqu’il entre dans la Résistance, Louis Godefroy prend pour pseudonyme son second prénom d’état-civil : Marcel. Puis, il utilise, successivement, les alias Robert et Auriac. Cependant, le nom de résistant sous lequel il apparaît le plus souvent est Rivière.
Ce pseudonyme Rivière de Louis Godefroy ne doit pas être confondu avec Rivier, qui est le pseudonyme porté par Maurice Rousselier, colonel FFI qui est, en 1944, en qualité de commandant de la Région R 5 (Limoges), le supérieur hiérarchique de Rivière.
Il ne doit pas non plus être confondu avec Paul Rivière, autre résistant, plus communément connu sous son nom de guerre Marquis, dirigeant de la "Section atterrissage parachutage" (S.A.P.). Paul Rivière est, comme Louis Godefroy, compagnon de la Libération.
Le résistant Rivière ne doit pas, non plus, être confondu avec l’auteur d’un des premiers actes de résistance en Charente, Jean-Jacques Rivière, un jeune résistant, qui, avec Gontran Labrégère, incendie un dépôt de paille en gare d'Angoulême la nuit du 20 septembre 1941.

## Décorations
- Chevalier de la Légion d'honneur
- Compagnon de la Libération par décret du 17 novembre 1945[16]
- Croix de guerre 1939-1945 (1 citation)
- Médaille de la Résistance française avec rosette par décret du 24 avril 1946[17]